# 레이튼 교수와 악마의 상자
레이튼 교수와 악마의 상자(レイトン教授と悪魔の箱)는 2007년 11월 29일에 발매한 닌텐도 DS용 게임 소프트웨어이다. 레이튼 교수 시리즈의 2번째 게임이다. 대한민국에는 2011년 9월 8일에 발매되었다. 이전작인 레이튼 교수와 이상한 마을과 달리 이번 한국어판에서는 게임 중의 영상들이 모두 한국어로 음성녹음 되어 있다. 그리고 발매일로부터 7개월 동안 닌텐도 Wi-Fi 서비스로, 또 다른 많은 수수께끼들을 다운로드 할 수 있는 서비스도 이어진다.

## 스토리
이상한 마을의 사건을 해결하고 한숨 돌리던 레이튼 교수는 은사인 앤드류 슈레이더 박사에게서 한 통의 편지를 받는다. 
| “ | 레이튼, 자네라면 '악마의 상자'에 대한 것을 들어본 적이 있을걸세. 열어 본 자는 반드시 죽는다는 저주받은 골동품이지. 실은 내가 그것을 드디어 손을 넣었다네. 조사가 끝나기 전까지는 열어보지 않으려고 했지만 아무래도 열어 봐야겠네. 만약 내게 무슨 일이 생긴다면 뒷일은 자네에게 맡기겠네. | ” |

이를 보고 걱정이 된 레이튼 교수는 루크와 함께 슈레이더 박사의 집으로 향하지만, 그 곳에는 이미 싸늘해진 박사의 모습이...! 단서는 사건 현장에 남겨져 있던 몰렌트리 특급열차의 행선지 없는 기차표 한 장. 레이튼과 루크는 수수께끼를 풀기 위해 몰렌트리 특급열차에 몸을 싣는다.

## 등장인물

### 주인공 일행
- 허셜 레이튼(미국,한국)에르샬 레이튼(일본 원작) : 고고학자. 그레센헬러 대학에서 고고학을 가르치고 있다. 슈레이더 박사를 죽음으로 몰고간 악마의 상자의 정체를 파헤치기 위해 몰렌트리 특급열차에 탑승한다.
- 루크 트라이튼 : 자칭 레이튼 교수의 조수. 레이튼 교수를 따라 악마의 상자의 정체를 밝히러 간다.
- 플로라 라인포드(아로마,일본 원작): 라인포드 가의 영애. 레이튼 교수를 뒤쫓는다.

### 경찰
- 체르미 경감 : 스코틀랜드 야드의 형사. 범죄자에게 호랑이 형사로 유명하다. 슈레이더 박사의 죽음을 밝히기 위해 몰렌트리 특급열차에 탑승한다.
- 바튼 : 체르미 경감의 조수.

### 앤더슨가
- 소피아 : 시골 마을 드롭스톤을 건설한 인물. 카티야의 외할머니이기도 하다.
- 앤더슨 백작 : 앤더슨가의 당주. 소피아와는 거의 모자관계였다고 한다.
- 카티아 : 소피아의 손녀. 웬일인지 아버지(앤더슨 백작)에게는 숨긴채 여행을 떠난다.

### 헤르젠가
- 헤르젠 백작 : 금광맥을 발견해 폴센스를 건설한 인물. 자식들에게 강압적이고 욕심이 많다. 현재는 사망한 상태.
- 안톤 : 헤르젠가의 장남이자 당주. 폴센스의 외딴 저택에서 하인과 함께 산다.
- 벨루가: 헤르젠가의 차남. 모종의 이유로 헤르젠가를 뛰쳐나와 몰렌트리 특급열차를 설립한다.
- 니겔 : 헤르젠가의 하인.

### 몰렌트리 특급열차
- 벨루가 : 몰렌트리 철도의 사장. 모종의 이유로 헤르젠가를 뛰쳐나와 철도회사를 만들었다. 악마의 상자에 헤르젠가의 유산의 비밀이 있을 거라 믿고 쫓고 있다.
- 샘 : 벨루가의 조카이자 몰렌트리 특급열차의 차장. 로큰롤을 좋아한다.
- 쿠킹 : 몰렌트리 특급열차의 요리사. 햄스터를 기르고 있다.
- 행크 : 몰렌트리 특급열차의 정비사.
- 차코프 : 몰렌트리 특급열차의 식당칸의 웨이터.

### 그 외
- 돈 파올로 : 자칭 레이튼의 라이벌. 악마의 상자의 정보를 얻기 위해 플로라 라인포드로 변장한다.
- 앤드류 슈레이더 : 레이튼 교수의 은사. 악마의 상자를 손에 넣었다고 레이튼에게 편지를 보내지만, 쓰러진 채로 발견된다.

## 지역
- 런던 : 레이튼 교수와 슈레이더 박사가 사는 집이 있다.
- 드롭스톤 : 생긴지 50년 밖에 안 된 마을. 악마의 상자와 관련이 있는 듯하다.
- 룩센벨 : 원래 드롭스톤 다음 정착역. 그러나 기차가 바꿔치기 되면서 레이튼 일행은 폴센스로 가게 된다.
- 폴센스 : 드롭스톤과 룩센벨 사이에 있는 터널에서 객차가 바꿔지면서 갈 수 있는 곳. 역에 진입할 때는 도시가 깜깜했으나, 역에서 나오자마자 휘황찬란해지는 환상의 도시.
- 몰렌트리 특급열차 : 세계 최고의 특급열차. 대륙을 누비는 호화 여객선이라고 불리고 있다.
- 헤르젠 기념관 : 벨루가가 세운 헤르젠가 기념관.
- 저택 : 미로숲을 지나면 갈 수 있는 곳. 헤르젠가의 당주인 안톤과 하인인 니겔이 살고 있다. 폴센스 주민 사이에서는 흡혈귀가 살고 있다는 소문이 퍼져 있다. 저택 바닥에는 거대한 구멍이 뚫려 있고, 그곳에는 이상한 가스가 올라오고 있다.
- 광산 : 마을 서쪽에 있는 광산. 지금의 폐광된 상태.

## 사물
- 악마의 상자 : 상자를 연 사람은 죽는다는 상자로 세간에 악명을 떨치고 있다.
- 몰렌트리 특급열차 열차표 : 슈레이더 박사의 저택에서 발견된 열차표. 행선지가 적혀 있지 않다. 중반부 레이튼 교수에 의해 행선지가 폴센스라는 것이 밝혀진다.
- 일기장 : 자물쇠가 채워진 일기장. 수수께끼를 풀다 보면 열쇠를 획득해서 풀 수 있다. 총 12장으로 이루어져 있으며, 원래 주인은 헤르젠가 당주인 안톤.
- 사진 조각 : 슈레이더 박사의 방에서 발견된 사진 조각. 하지만 발견 직후 체르미 경감에게 압수당한다.

## 평가
| 평가 |                         |
| --- | ----------------------- |
| 통합 점수 통합사 점수 메타크리틱 84/100 [ 1 ] 평론 점수 평론사 점수 1UP.com A+ 어드벤처 게이머즈 [ 2 ] 에지 7/10 [ 3 ] 유로게이머 8/10 [ 4 ] 패미츠 34/40 [ 5 ] 게임 인포머 8.25/10 [ 6 ] 게임 레볼루션 B [ 7 ] 게임프로 [ 8 ] 게임스팟 8.5/10 [ 9 ] 게임스파이 [ 10 ] 게임트레일러스 8.8/10 [ 11 ] 게임존 8.6/10 [ 12 ] 자이언트 밤 [ 13 ] IGN (US) 8.5/10 [ 14 ] (UK) 8.4/10 [ 15 ] 닌텐도 라이프 9/10 [ 16 ] 닌텐도 파워 8/10 [ 17 ] 닌텐도 월드 리포트 9.5/10 [ 18 ] ONM 92% VideoGamer.com 8/10 The Daily Telegraph 7/10 [ 19 ] Wired 8/10 [ 20 ] |                         |
| 통합 점수 |                         |
| 통합사 | 점수                    |
| 메타크리틱 | 84/100                  |
| 평론 점수 |                         |
| 평론사 | 점수                    |
| 1UP.com | A+                      |
| 어드벤처 게이머즈 | [ 2 ]                   |
| 에지 | 7/10                    |
| 유로게이머 | 8/10                    |
| 패미츠 | 34/40                   |
| 게임 인포머 | 8.25/10                 |
| 게임 레볼루션 | B                       |
| 게임프로 | [ 8 ]                   |
| 게임스팟 | 8.5/10                  |
| 게임스파이 | [ 10 ]                  |
| 게임트레일러스 | 8.8/10                  |
| 게임존 | 8.6/10                  |
| 자이언트 밤 | [ 13 ]                  |
| IGN | (US) 8.5/10 (UK) 8.4/10 |
| 닌텐도 라이프 | 9/10                    |
| 닌텐도 파워 | 8/10                    |
| 닌텐도 월드 리포트 | 9.5/10                  |
| ONM | 92%                     |
| VideoGamer.com | 8/10                    |
| The Daily Telegraph | 7/10                    |
| Wired | 8/10                    |